# Ernst Abrahamsohn
Ernst Abrahamsohn (* 26. Dezember 1905 in Berlin; † 18. Dezember 1958 in den USA) war ein deutscher Altertumswissenschaftler, der als Jude während der Zeit des Nationalsozialismus zunächst nach Italien und von dort aus in die USA emigrieren musste, wo er an mehreren Hochschulen unterrichtete.

## Kindheit und Schule
Ernst Abrahamsohn war der Sohn des Justizrats Dr. Emil Abrahamsohn und dessen Ehefrau Elli. Elli Abrahamsohn war eng befreundet mit der Mutter von Paul Oskar Kristeller, weshalb sich die beiden Kinder, auch wenn sie später unterschiedliche Gymnasien besuchten, schon von klein auf kannten. Ernst Abrahamsohn und Paul Oskar Kristeller verband eine lebenslange Freundschaft und Brieffreundschaft, in die später Ernst Moritz Manasse eingebunden wurde. Ernst Abrahamsohn legte 1923 am Friedrichs-Werderschen-Gymnasium die Abiturprüfung ab. Ein Jahr zuvor hatte hier Heinrich Kahane das Abitur bestanden. Beide unterrichteten später am Landschulheim Florenz.

## Studium
Abrahamsohn begann zunächst ein Jura-Studium in Berlin und Freiburg, bevor er sich 1924 – noch in Berlin – für das Fach Philologie einschrieb und dann zum Sommersemester 1925 nach Heidelberg wechselte. Sein Studium erstreckte sich auf die Fächer Klassische Philologie, Archäologie, Philosophie, Romanistik und Kunstgeschichte. Im Herbst 1926 ließ er sich exmatrikulieren, um für längere Zeit nach Süditalien (Neapel, Capri) zu reisen. Im Jahre 1927 kehrte Abrahamsohn an die Universität Heidelberg zurück und heiratete Ende Juli 1928. Doch bereits Ende 1929 kam es zu unüberwindbaren Ehestreitigkeiten und Abrahamsohn verließ 1930 erneut Heidelberg. Er lebte für einige Monate in Paris, bevor im September 1930 die Scheidung eingeleitet wurde, was zwei Jahre später zur endgültigen Scheidung führte. Zum Wintersemester 1930/1931 wechselte Abrahamsohn von Heidelberg nach Göttingen und studierte fortan Kunstgeschichte. Allerdings waren seine Studien zu dieser Zeit wenig zielgerichtet und deuteten auf eine gewisse Orientierungslosigkeit hin. Gleichwohl versuchte er Ende Januar 1934 seinen langjährigen akademischen Lehrer, Otto Regenbogen, zur Annahme seiner Dissertation zu bewegen. Als dieser auf umfangreichen Umarbeitungen bestand, reichte Abrahamsohn seine Dissertation unverändert bei Theodor Hopfner an der Deutschen Universität in Prag ein. Die nie gedruckte Arbeit unter dem Titel Interpretationen zu Sapphos Liebesgedichten wurde angenommen, und nach Ablegung der mündlichen Prüfungen wurde Abrahamsohn Anfang Februar 1935 promoviert.

## Wartesaal Europa
Nach seiner Promotion kehrte Abrahamsohn ohne Aussicht auf eine berufliche Perspektive nach Berlin zurück. Auch die Hoffnung, Kristellers Stelle am Landschulheim Florenz antreten zu können, zerschlug sich, da diese bereits dem gemeinsamen Freund Ernst Moritz Manasse zugedacht war. Er machte zusammen mit einer Freundin eine ausgedehnte Donau- und Balkanreise und verfolgte erfolglos mehrere Pläne, in Frankreich oder England beruflich Fuß fassen zu können. Währenddessen bemühte sich Kristeller weiterhin darum, Abrahamsohn eine Stelle am Landschulheim Florenz zu verschaffen. Diese Bemühungen führten im Juli 1936 zum Erfolg: Abrahamsohn wurde eine halbe Stelle als Musiklehrer angeboten. Zum Schuljahresbeginn 1936/37 trat er diese Stelle an und traf dort auf Freunde aus Heidelberger Zeiten: Ernst Moritz Manasse und Heinrich Kahane, und auch der inzwischen nicht mehr am Landschulheim unterrichtende Freund Kristeller lebte in der Nähe.
Wie Ernst Moritz Manasse Ende November 1936 an Kristeller schrieb, hatte sich Abrahamsohn offenbar schnell und gut in das Leben im Landschulheim integriert und genoss die Anerkennung bei seinen Kollegen und den Schülern. Umso überraschender ist es, dass er ohne erkennbare Gründe noch vor dem Ende des Schuljahres 1937/38 seine Mitarbeit vorzeitig beendete.
Abrahamsohn ging nach Frankreich und fand Anstellung an der Lehrerbildungsstätte „Êcole Normale d’Instituteurs“ in Chârlons-sur-Marne. Die Bedingungen waren jedoch sehr bescheiden, denn seine Lehrverpflichtung betrug nur drei Stunden und wurde ohne weitere Bezahlung nur durch Unterkunft und Verpflegung abgegolten. Durch Privatstunden verschaffte er sich eine Verbesserung seiner finanziellen Situation.
Schon vor seiner Zeit am Landschulheim Florenz hatte Abrahamsohn Unterstützer in den USA gefunden, unter anderem Erwin Panofsky, der bereits an das Institute for Advanced Study in Princeton (New Jersey) berufen worden war. Diese Unterstützer in Amerika setzten ihre Bemühungen fort, Abrahamsohn einen Aufenthalt in den USA zu ermöglichen. Sie waren es dann auch, die eine Förderung durch das Emergency Committee in Aid of Displaced Foreign Scholars (EC) beantragten, was Abrahamsohn im Januar 1939 die Einreise mit einem auf sechs Monate (bis zum 19. Juli 1939) befristeten Besuchsvisum ermöglichte. Parallel dazu betrieb er die Einreise seiner langjährigen Freundin Edith Rodler und die Umwandlung seines befristeten Visums in ein unbefristetes, was kurzfristig noch einmal die Ausreise nach Havanna notwendig machte. Am 21. August 1939 kehrte er von Havanna aus mit einem unbefristeten Visum nach New York zurück, und mit einigen Komplikationen konnte 1940 auch Edith Rodler, mit der er bereits seit seiner Prager Zeit befreundet war, über Mexiko in die USA einreisen, wo sie und Abrahamsohn am 10. Februar 1940 heirateten.

## Der lange Weg zu einer gesicherten Existenz in den USA
Im September 1939 trat Abrahamsohn eine auf ein Jahr befristete Stelle als „Instructor for Romance Language and Latin“ an der Howard University in Washington, D.C. an. Die Howard University war eine private Universität für afroamerikanische Studenten, und wie sein Freund Ernst Moritz Manasse, dem er zu einer Stelle am „North Carolina College for Negroes“, der späteren North Carolina Central University in Durham (North Carolina) verholfen hat, teilte auch er damit das Schicksal vieler aus Europa emigrierter Wissenschaftler, die ihre berufliche Zukunft nicht, wie vielfach erhofft, an einer Universität aus der Ivy League fortsetzen konnten, sondern nur Zugang zu Einrichtungen fanden, die unter dem Diktat der strikten Rassentrennung arbeiten mussten. Sie flohen vor dem Hakenkreuz und mussten im Angesicht der brennenden Kreuze des Ku-Klux-Klan für sich und ihre Familien eine neue Existenz aufbauen. Seine Frau, Edith Rodler, eine Nichtjüdin aus dem Sudetenland, war Medizinerin und erhielt eine Stelle an einem Spital in Washington D.C. Sie praktizierte später in Annapolis.
Obwohl Abrahamsohn an der Howard University engagiert arbeitete und seine Stellung festigte, wurde ihm im Frühjahr 1941 mitgeteilt, dass sein Vertrag nicht verlängert werden könne. Er nahm daraufhin Kontakt zum „Oberlaender Trust“ auf und schöpfte daraus Hoffnungen für eine Vertragsverlängerung an der Howard University. Mitte 1941 erhielt er allerdings die Nachricht, dass er nicht mit einer weiteren Unterstützung durch den „Oberlaender Trust“ rechnen könne. Parallel dazu liefen Verhandlungen mit dem „Emergency Committee in Aid of Displaced Foreign Scholars“, die zunächst trotz vielfacher Fürsprachen für Abrahamsohn auch keine Erfolge zeigten. Es folgte eine Zeit als Handelsvertreter für Bücher und als Taxifahrer in Washington, bevor er im Herbst 1942 als Tutor am St. John’s College in Annapolis (Maryland) eine Anstellung fand.
Diese Tätigkeit endete 1949 und Abrahamsohn musste sich abermals um eine neue Stelle bemühen. Durch Kontakte aus alten Heidelberger Zeiten erhielt er die Chance, für ein Jahr an der Washington University in St. Louis zu unterrichten, gewissermaßen als Ersatzkandidat für einen Kanadier, dem vom FBI wegen Zugehörigkeit zu einer sozialistischen Partei in Kanada die Einreise in die USA verwehrt wurde. Er unterrichtete zunächst als Visiting Assistant Professor Französisch, wurde im Frühjahr 1950 zum Associate Professor of French berufen und erfuhr im Sommer 1951 die Umwandlung seiner bislang noch befristeten Stelle in eine unbefristete. 1957 wurde Abrahamsohn endlich zu einem „ordentlichen“ Professor of Classics and Comparative Literature ernannt. Er starb am 18. Dezember 1958 im Alter von 52 Jahren an einem Herzschlag. In Erinnerung an ihn haben Freunde, Kollegen und Studenten zwei Jahre nach seinem Tode die Papersammlung The adventures of Odysseus herausgegeben, zugleich auch als Hommage an einen Hochschullehrer, der „greatly preferred oral to written discourse“ und als „tribute to his memory and in recognition of the lasting value of his interpretations of literary texts“.

## Schriften
- Interpretationen zu Sapphos Liebesdichtung. o. O., 1934, Dissertation an der Philosophischen Fakultät der Universität Prag
- The adventures of Odysseus, Washington University Studies, St. Louis (Missouri), 1960.[39]